# MOBO Awards
MOBO Awards (также известная как MOBOs) — это ежегодная музыкальная премия, вручаемая в честь достижений в области «музыки чёрного происхождения» (Music of Black Origin), включая хип-хоп, гроул, R&B, соул, регги, джаз, госпел и африканскую музыку.
Организация MOBO была основана Каньей Кинг, и первая премия MOBO была вручена Бэби Ди в номинации «Лучший танцевальный номер». Церемония вручения инаугурационных премий транслировалась компанией Carlton из лондонского отеля Connaught Rooms. За свою 22-летнюю историю MOBO транслировались на «Channel 4», телевидении «BBC», «ITV2» и совсем недавно на «Channel 5» (глобальные телеканалы и телеканалы Великобритании). В 2009 году церемония впервые состоялась в Глазго (Шотландия). До этого он проходил в Лондоне (Англия). В 2011 году церемония во второй раз вернулась в Шотландию. Затем в 2015 году премия впервые переехала в Лидс (Йоркшир, Англия). Шоу вернулось в Лидс в 2017 году.
За свою историю шоу MOBO Awards стало свидетелем выступлений британских и международных талантов. На протяжении многих лет среди артистов были Джанет Джексон, Destiny’s Child, Дионн Уорвик, Джастин Тимберлейк, Канье Уэст, Тина Тернер, Рози Гейнс, Лиза Маффия, Dyzzy Раск, Джей-Зи, ЛЛ Кул Джей, Эми Уайнхаус, Кулио, Ашер, Джон Ледженд, Джейсон Де Руло и Джесси Джей.
В последний раз премия MOBO Awards проводилась в 2017 году.